# Rammelsbergprojekt

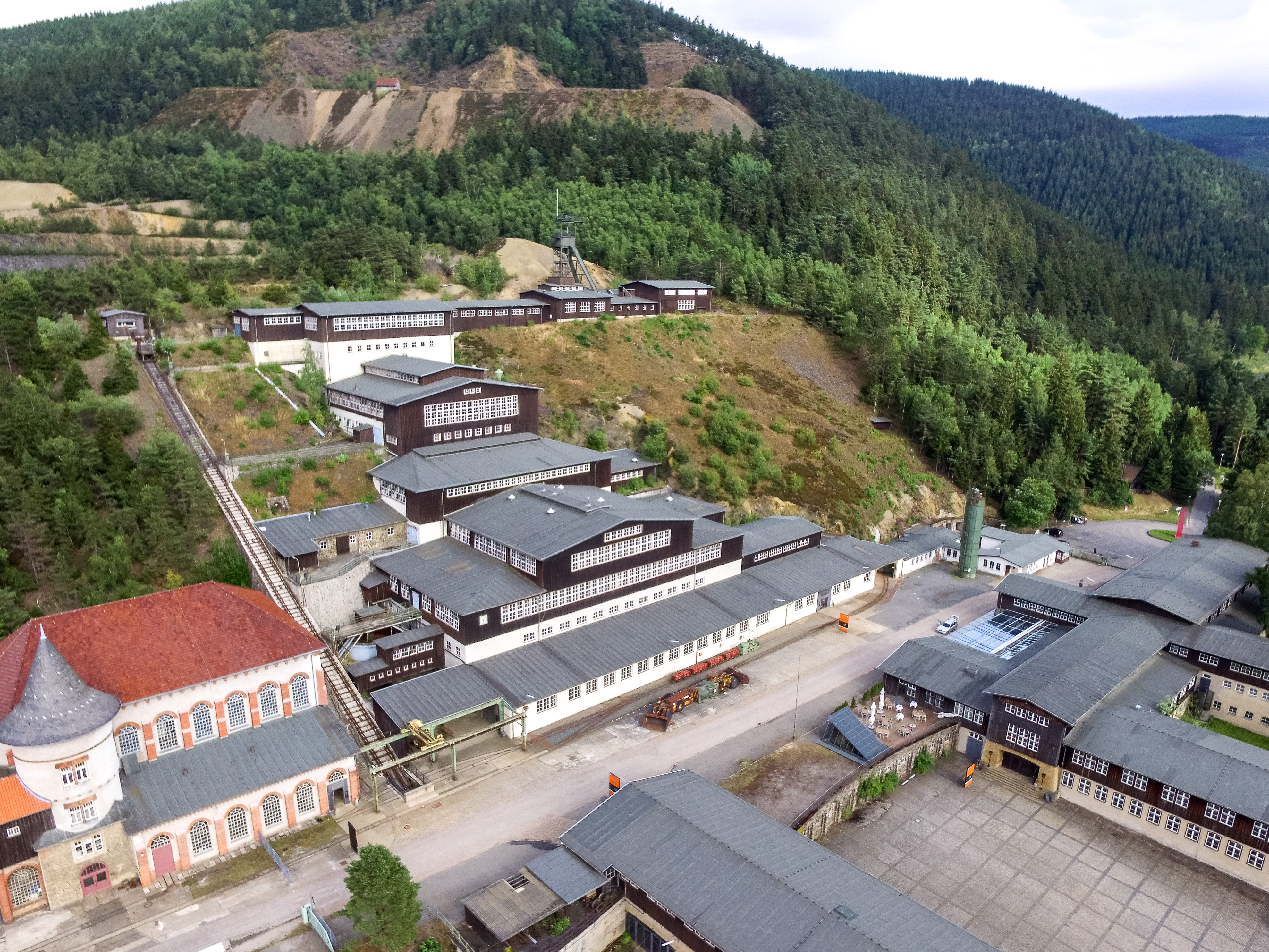
Der Rammelsberg mit der in den 1930er-Jahren entstandenen Hangaufbereitung

Als Rammelsbergprojekt wird ein Industrialisierungsprogramm in den heutigen Städten Goslar und Bad Harzburg ab 1935 bezeichnet.

## Hintergrund
Die Weltwirtschaftskrise ab 1929 führte bis 1932 zu einem Sinken der Preise für Nichteisenmetalle um ungefähr 50 %. Hinzu kam, dass die im Rammelsberg geförderten Erze sehr fein verwachsen und damit die bisher angewandten Röstverfahren in den Hütten ineffizient waren. Dem Bergwerk Rammelsberg drohte infolgedessen im Sommer 1932 die Stilllegung. Nur durch politische Verhandlungen des Goslarer Oberbürgermeisters gelang es, durch die Sicherstellung zusätzlicher Subventionszahlungen die Stilllegung zu verhindern.
Auch die angeschlossenen Hüttenbetriebe standen in der Krise. So kam das Hüttenwerk Oker in Schwierigkeiten, nachdem es noch 1930 einen Produktionshöhepunkt bei einer Jahresproduktion von rund 32.000 Tonnen Schwefelsäure, 8.500 Tonnen Handelsblei, 1.600 Tonnen Kupfervitriol, 17.500 kg Silber und 160 kg Gold erreichte. Die Kupfer- und Säureproduktion lag wegen Ressourcen- (Kupfererz) oder Absatzmangel (Schwefelsäure) still. Folglich schrieb das Hüttenwerk Verluste. Der Braunschweigische Landtag lehnte die zwischenzeitlich erwogene Schließung des Hüttenwerks aber ab.
Durch die Machtergreifung am 30. Januar 1933 und die politischen Ziele des nun regierenden NS-Staats änderte sich die Situation. Die Bergräte am Rammelsberg erkannten, dass die ab September 1934 stärkeren staatlichen Fördermöglichkeiten für Nichteisenmetallbetriebe für den Aufbau neuer Anlagen zur Umsetzung effizienter Flotationsverfahren für das Rammelsberger Erz genutzt werden konnten.

## Projekt

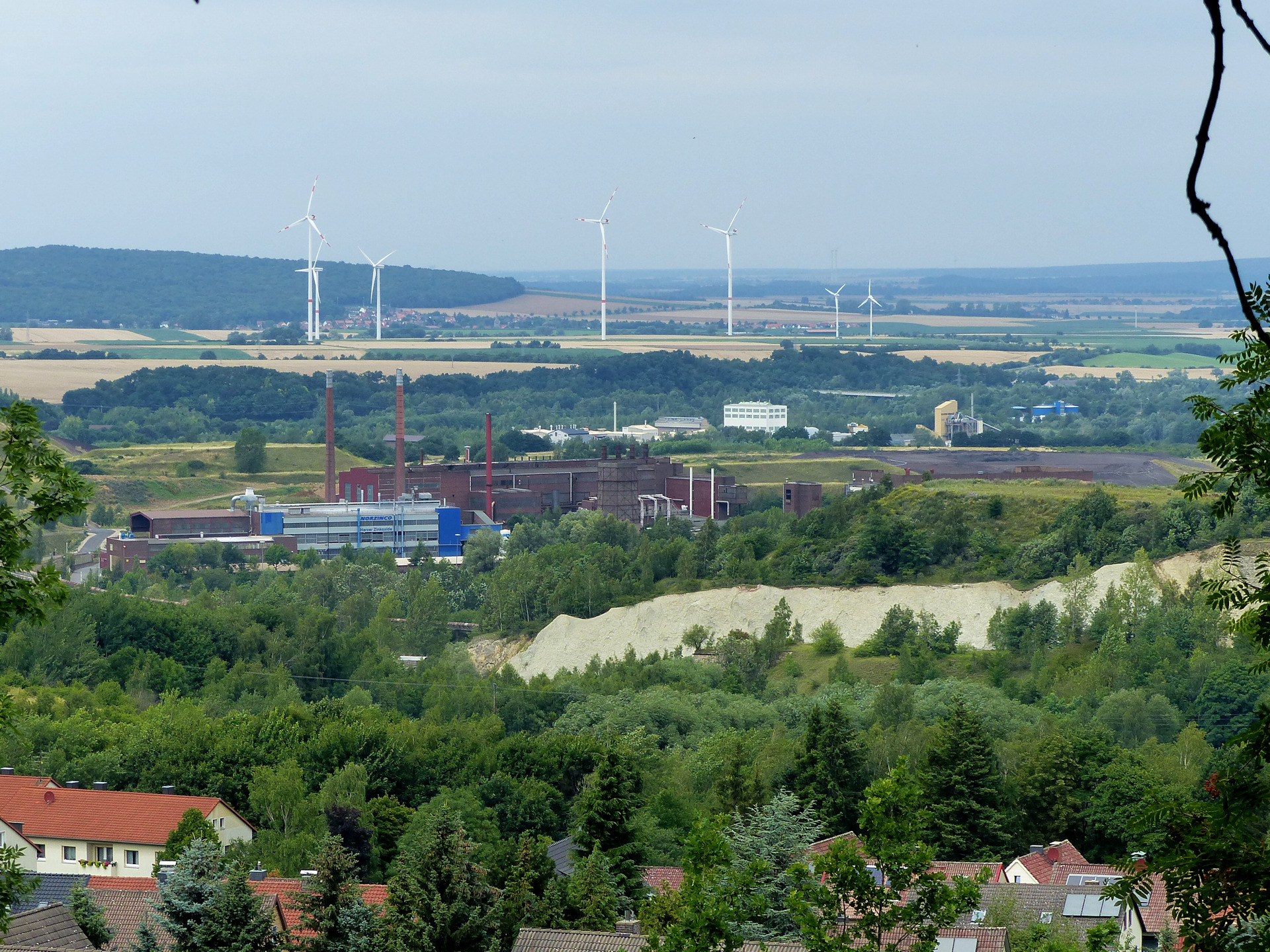
Die Zinkhütte Harlingerode als direktes Ergebnis des Rammelsbergprojekts

Der Begriff Rammelsbergprojekt umfasste folgende Maßnahmen:
- den Ausbau des Erzbergwerks Rammelsberg in der damals kreisfreien Stadt Goslar (Preußen)
- die Errichtung der Zinkhütte Harlingerode in der damaligen Gemeinde Harlingerode, Landkreis Wolfenbüttel (Freistaat Braunschweig)
- Verbesserungen an der Bleihütte Oker in der damaligen Gemeinde Oker, Landkreis Wolfenbüttel.[3]

Konkret erläuterte der Bergrat und Bergbauingenieur Hans-Hermann von Scotti das Rammelsbergprojekt in einem Artikel der Goslarschen Zeitung im Dezember 1935:

„Unser Rammelsbergprojekt sieht eine Steigerung unserer Metalljahreserzeugung auf 66.000 t Zink, Blei und Kupfer, 35.000 kg Silber und 200 kg Gold vor. Für ein Viertel der Erzförderung, nämlich für die auf unserer Okerhütte verhütteten kupferhaltigen Melierterze, genügt eine Ergänzung der Anlagen ohne wesentliche Veränderung des Verfahrens. Für die übrigen drei Viertel, nämlich für die bisher auf unseren beiden anderen Hütten verhütteten Bleizinkerze, müssen eine Aufbereitung und eine Hütte von Grund auf neu gebaut werden.“

### Rammelsberg
In den Jahren 1932 bis 1945 wurden die Tagesanlagen modernisiert und zum großen Teil neu errichtet. Da die Nationalsozialisten den Rammelsberg mit seinen Buntmetallerzen als kriegswichtig ansahen und die schwierige Aufbereitung der Erze durch Flotation technisch gelöst war, wurde das Bergwerk im Rahmen des Vierjahresplanes stark ausgebaut. So entstanden im Zuge des Rammelsbergprojekts bis 1936/1937 die heutigen Tagesanlagen mit der Hangaufbereitung und dem Rammelsbergschacht. Architekten waren Fritz Schupp und Martin Kremmer, von denen auch andere bedeutende Industriebauten entworfen wurden (u. a. die Zeche Zollverein im Ruhrgebiet; heute ebenfalls UNESCO-Weltkulturerbe). Der weitere Betrieb und Ausbau geschah in den Kriegsjahren auch unter Einsatz von Zwangsarbeitern. Die NS-Zwangsarbeit im Erzbergwerk Rammelsberg wird seit 2021 durch ein Forschungsprojekt unter dem Titel „Räume der Unterdrückung“ untersucht. Mit archäologischen Mitteln wird an den Standorten der Zwangsarbeiterlager nach materiellen Spuren gesucht und es erfolgt eine Archivrecherche in den Akten der Preussag als damaliger Betreiberin des Erzbergwerks. Die zweijährigen Forschungen nehmen die Arbeitsstelle Montanarchäologie des Niedersächsischen Landesamtes für Denkmalpflege und das Weltkulturerbe Rammelsberg vor. Gefördert werden sie von der Friede-Springer-Stiftung.

### Hüttenwerk Oker
Im Jahr 1935 wurde im Hüttenwerk Oker ein Kurztrommelofen mit zwei Metern Durchmesser in Betrieb genommen, in dem Antimonabstriche aus dem noch unreinen Werkblei zu Hartblei weiterverarbeitet wurden. Zur effizienteren Silbergewinnung wurde im November 1935 zudem ein Treibofen zur Gewinnung von Güldischsilber aus dem Werkblei errichtet. 
Ab 1936 erweiterten sich die Baumaßnahmen. Das Hauptlaboratorium nahm im Mai 1936 seinen Betrieb auf, mehrere Erweiterungen bestehender Anlagen (Zentralkaue, Sinteranlage, Flammofen) wurden im Jahr 1937 in Betrieb genommen. Durch den Anstieg der Förderung im Rammelsberg wurde auch das Hüttenwerk Oker ab 1938 bedeutend stärker ausgelastet. Die Baumaßnahmen der ersten Stufe des Rammelsbergprojekts waren 1939 weitestgehend abgeschlossen. Durch den immer stärker werdenden Personalmangel in Folge des Zweiten Weltkriegs litt aber sowohl die Produktions- als auch Neubautätigkeit am Hüttenwerk. Die Eröffnung der Hartblei-Raffinationsanlage im Januar 1945 war die letzte nennenswerte Baumaßnahme auf dem Gelände. Die planmäßige (zeitweilige) vollständige Stilllegung des nun organisatorisch in Bleikupferhütte Oker und Zinkoxydhütte Oker aufgetrennten Hüttenwerks erfolgte am 9. April 1945.